# Sörtuttsbadet
Sörtuttsbadet, eller bara Sörtutt, är en badplats i Storsjön söder om Sandviken i Gästrikland längs länsväg 272.
Badplatsen ligger något söder om Hedåsbadet, på motsatt sida om länsväg 272 och sandåsen. Här finns en lång sandstrand med brygga och en kiosk som är öppen mellan juni och augusti.
Vattnet är långgrunt med sandbotten.